# Славомир Князовицький
Славомир Князовицький (словац. Slavomír Kňazovický; нар. 3 травня 1967) — словацький каноїст, срібний призер Олімпійських ігор 1996 року, призер світових чемпіонатів, чемпіон Європи 1997 року.
Славомир Князовицький народився 3 травня 1967 року у словацькому місті П'єштяни. У 1996 році він завоював срібну медаль Олімпійських ігор, у 1997 році став чемпіоном Європи у веслуванні на каное-одиночках на дистанції 200 м, у 1998 році завоював срібну медаль на чемпіонаті світу на дистанції 200 м. Також брав участь у літніх Олімпійських іграх 1992 року та літніх Олімпійських іграх 2000 року у Сіднеї, де був прапороносцем збірної Словаччини на церемонії відкриття.
Після завершення спортивної кар'єри став тренером. Серед його учнів призер світових першостей Мар'ян Острчіл.